# Västerås centralstation
Västerås centralstation er en svensk jernbanestation i byen Västerås i Västmanland i det mellemste Sverige. Stationen ligger på Mälarbanan, der går nord om Mälaren mellem Stockholm og Örebro. Den åbnede i 1875 .